# Zernikow (Plattenburg)
Zernikow ist ein bewohnter Gemeindeteil im Ortsteil Glöwen der Gemeinde Plattenburg im Landkreis Prignitz in Brandenburg.

## Geographie
Der Ort liegt 4 Kilometer südsüdöstlich von Kletzke, dem Sitz der Gemeinde Plattenburg, 9 Kilometer östlich von Bad Wilsnack und 19 Kilometer südwestlich von Perleberg, dem Sitz des Landkreises Prignitz.
Die Nachbarorte sind Neu Schrepkow im Norden, Schrepkow im Nordosten, Vehlin und Klein Leppin im Südosten, Groß Leppin im Süden, Plattenburg im Südosten, Haaren im Westen, sowie Grube und Kletzke im Nordwesten.

## Geschichte
Die erste schriftliche Erwähnung stammt aus dem Jahr 1488, damals in der Schreibweise to Tzernickow. Und 1548 ist der Ort in der Schreibweise Czernickow belegt.
Zum 31. Dezember 2001 schloss sich Glöwen mit sieben anderen Gemeinden zur amtsfreien Gemeinde Plattenburg zusammen. Der bisherige Ortsteil Zernikow wurde dabei ein bewohnter Gemeindeteil der neugebildeten Gemeinde.